# San Giustino (titolo cardinalizio)
San Giustino (in latino: Titulus Sancti Iustini) è un titolo cardinalizio istituito da papa Giovanni Paolo II il 21 ottobre 2003. Il titolo insiste sulla chiesa di San Giustino.
Dal 21 ottobre 2003 il titolare è il cardinale Jean-Baptiste Phạm Minh Mẫn, arcivescovo emerito di Hô Chí Minh.

## Titolari
- Jean-Baptiste Phạm Minh Mẫn, dal 21 ottobre 2003